# Vyšní Mohelnice (Pasíčky)
Vyšní Mohelnice je horská osada v Zadních horách v Moravskoslezských Beskydech v lokalitě zvané Pasíčky, po administrativní stránce spadající pod obec Krásná. Nachází se na jihozápadním úpatí kopce Obidová, který jí spolu s říčkou Mohelnice a Sihelským potokem odděluje od druhé osady Vyšní Mohelnice, a na jihovýchodním úpatí kopce Huserka. Osada bezprostředně sousedí s osadami Muroňka a Zlatník.

## Dostupnost
Osadou prochází dvojice turistických stezek. Červeně značená vede od Lysé hory a pokračuje směrem na Visalaje. Druhou pak je zelená turistická značka z osady Zlatník a pokračující k rozcestníku u osady Těšiňoky v Masarykově údolí.